# Lambert Lombard
Lambert Lombard, född 1506, död 1566, var en belgisk målare och arkitekt.
Lombard hörde till de flamländska konstnärer, som stod under starkt italienskt inflytande. Han lade grunden till sin klassicistiska bildning under ett tvåårigt uppehåll i Rom. Såväl Lombars arkitektverksamhet som hans måleri är endast delvis kända. Några säkra oljemålningar av Lombard finns inte bevarade, bara en mängd teckningar samt kopparstick av Hieronymus Cock efter försvunna målningar av Lombard. I Liège finns en tavla av Nattvarden som tillskrivs Lombard.